# The Good, the Bad and the Ugly
The Good, the Bad and the Ugly (oorspronkelijke titel Il buono, il brutto, il cattivo) is een Italiaanse film uit 1966. De film werd in de Verenigde Staten uitgebracht als het derde deel van de Dollarstrilogie van Sergio Leone.
The Good, the Bad and the Ugly vertelt het verhaal van drie vrijbuiters die tijdens de Amerikaanse Burgeroorlog (1861-1865) jacht maken op een goudschat. Hoewel ze elkaar haten, worden ze door een samenloop van omstandigheden gedwongen tot samenwerking. The Good, the Bad and the Ugly is een studie naar de hebzucht in de mens. Iedereen in de film is hebberig, achterbaks, corrupt en amoreel. Leone schetst een wereld vol chaos waarin iedereen zijn hoofd boven water moet houden.
Het verhaal wordt verteld in een combinatie van experimentele stijloefeningen, cynische humor, actiescènes, opera-achtige dramatiek en episch-historische scènes. In de IMDb Top 250 staat de film op de tiende plaats, en is daarmee de hoogst geklasseerde western.

## Verhaal
Tuco (Eli Wallach), "The Ugly", is een Mexicaanse bandiet die tijdens de Amerikaanse Burgeroorlog (1863) wegens tal van misdaden vogelvrij verklaard is en op de hielen wordt gezeten door vele premiejagers. Op een dag ontmoet hij een mysterieuze premiejager: de man zonder naam, bijgenaamd Blondie (Clint Eastwood). Tuco en Blondie ("The Good") besluiten op een vreemde manier samen te werken: iedere keer levert Blondie Tuco uit aan de politie waarna Blondie hem weer bevrijdt. Op die manier kan hij steeds weer opnieuw de premie voor Tuco opstrijken.
Ondertussen is een derde man, "The Bad", die "Angel Eyes" wordt genoemd (Lee Van Cleef), in opdracht van een zekere Baker op zoek naar een verdwenen man genaamd Jackson. Stevens, een vroegere handlanger van Baker vertelt hem dat Jackson onder de naam Bill Carson bij het Zuidelijke Leger dienst genomen heeft en verraadt dat Baker hem zoekt omdat "Carson" weet waar een goudvoorraad van de Confederatie gebleven is. Angel Eyes vermoordt Stevens, maar niet voordat deze hem betaald heeft om Baker te vermoorden, wat Angel Eyes alsnog doet zodat hij zelf achter het goud aan kan.
Als Blondie Tuco een keertje in de steek laat, zint deze op wraak. Tuco probeert met behulp van drie bandieten Blondie gevangen te nemen. Dat lukt nadat Blondie de drie bandieten neergeschoten heeft, echter Blondie ontsnapt. Tuco achtervolgt Blondie en weet hem, te pakken te krijgen. Tuco martelt Blondie door hem zonder water door de woestijn te laten lopen terwijl hij met hem meereist te paard. In de woestijn vinden ze echter een stervende man: Bill Carson. Deze vertelt aan Tuco dat op de begraafplaats van Sad Hill een goudschat ligt begraven. Vervolgens gaat Tuco water voor de stervende Carson halen waarna Blondie met hem in gesprek gaat. Als Tuco terugkomt is de stervende man al overleden maar niet voordat hij de naam van het graf aan Blondie heeft verteld. De twee zitten nu met een dilemma: ze haten elkaar, maar Tuco weet alleen de naam van de begraafplaats en Blondie alleen de naam van het graf - ze moeten dus wel samenwerken. Tuco brengt Blondie met de wagen van Carson naar het klooster van zijn broer Pablo en redt zo noodgedwongen Blondies leven. Kort na hun vertrek uit het klooster worden ze echter opgepakt door troepen van de Unie, omdat ze immers vermomd zijn als soldaten van de Confederatie.
In het gevangenenkamp wordt Tuco opgenomen onder de naam Bill Carson. Angel Eyes, die een oude bekende van de twee is, blijkt er ook te zijn, omdat hij er lucht van gekregen had dat de groep van Carson door de woestijn zou trekken: als ze dat overleefden zou de kans groot zijn dat ze in het gevangenenkamp zouden eindigen. Angel Eyes fungeert in het kamp als sergeant, waar hij gevangenen laat bestelen en afranselen door korporaal Wallace. Omdat hij de naam Carson herkent laat hij Tuco door Wallace martelen, totdat deze onthult dat de schat op Sad Hill ligt en dat Blondie de naam op het graf kent. Angel Eyes kent Blondie goed genoeg om te weten dat deze niet zal praten en biedt hem dus aan om met hem samen te werken. Tuco wordt door Wallace weggebracht om geëxecuteerd te worden, maar ontsnapt van de trein en vermoordt Wallace.
Blondie en de bende van Angel Eyes komen aan in een stad die geëvacueerd wordt vanwege een nabije veldslag. Tuco komt toevallig dezelfde stad binnen en wordt aangevallen door een premiejager die hem herkent. Blondie hoort het schot waarmee Tuco de man neerschiet en ontdekt Tuco. De twee sluiten opnieuw de handen ineen en schakelen de mannen van Angel Eyes uit. Angel Eyes zelf is er echter al vandoor.
Als Tuco en Blondie Sad Hill naderen stuiten ze op een brug waar door Noorderlingen en Zuiderlingen om gevochten wordt. Beide zijden moeten de brug veroveren, maar mogen hem niet vernietigen. Tuco en Blondie blazen de brug op met dynamiet en maken elkaars helft van het geheim bekend: de schat ligt op Sad Hill, in het graf van Arch Stanton.
Tuco verraadt Blondie weer en rijdt in volle vaart naar Sad Hill Cemetery, waar hij het graf van Arch Stanton ontdekt en begint te graven. Blondie haalt hem echter in en werpt hem een schop toe, om vlak daarna verrast te worden door Angel Eyes. Blondie schopt echter de doodskist open en laat zien dat er alleen een lijk in ligt. Omdat alleen hij de juiste naam weet schrijft hij deze op een steen die hij midden in de begraafplaats neerlegt, waarna de zaak wordt uitgevochten. De drie staan enkele minuten schietklaar in een driehoek.
Dan komt Angel Eyes in actie en probeert Blondie neer te schieten. Blondie schiet hem echter dood zodat hij in een leeg graf valt. Blondie had van tevoren al de kogels uit de revolver van Tuco gehaald, zodat toen ze eenmaal tegenover elkaar stonden, hij niet met zowel Tuco als Angel Eyes te maken had. Het graf blijkt een naamloos graf te zijn naast dat van Arch Stanton. Tuco graaft de schat op, maar Blondie heeft intussen een strop geknoopt. Vervolgens laat hij Tuco op een houten kruis staan, met de strop om zijn nek die weer vast zit aan een tak van een boom, waarna hij hem met de helft van de buit achterlaat. Als Tuco op het punt staat om zijn evenwicht te verliezen, schiet Blondie van een grote afstand het touw van de strop door, zodat Tuco met zijn gezicht op de zakken met goud valt, waarna hij de wegrijdende Blondie uitscheldt.

## Rolverdeling
| Acteur              | Personage                       | Opmerkingen       |
| ------------------- | ------------------------------- | ----------------- |
| Clint Eastwood      | Man zonder naam (Blondie)       | "The Good"        |
| Eli Wallach         | Tuco Ramirez                    | "The Ugly"        |
| Lee Van Cleef       | Sentenza / Angel Eyes           | "The Bad"         |
| Aldo Giuffrè        | Clinton, dronken Union kapitein | als Aldo Giuffre' |
| Luigi Pistilli      | Pater Pablo Ramirez             |                   |
| Rada Rassimov       | Maria                           |                   |
| Enzo Petito         | Winkelier wapenzaak             |                   |
| Mario Brega         | Korporaal Wallace               |                   |
| Claudio Scarchilli  | Premiejager in Ghost Town       |                   |
| John Bartha         | Sheriff                         | als John Bartho   |
| Livio Lorenzon      | Baker                           |                   |
| Antonio Casale      | Jackson / Bill Carson           |                   |
| Antonio Casas       | Stevens                         |                   |
| Antonio Molino Rojo | Kapitein Harper                 |                   |
| Al Mulock           | Elam, de eenarmige premiejager  | als Al Mulloch    |
| Aldo Sambrell       | Bendelid Angel Eyes             |                   |
| Lorenzo Robledo     | Clem, bendelid Angel Eyes       |                   |
| Chelo Alonso        | Stevens' vrouw                  | onvermeld         |
| Antoñito Ruiz       | Stevens' jongste zoon           | onvermeld         |
| José Terrón         | Thomas 'Shorty' Larson          | onvermeld         |

## Achtergrond
Leone wilde met The Good, the Bad and the Ugly zijn laatste western maken (hij hield zich niet aan dat voornemen en maakte nog Once Upon a Time in the West en A Fistful of Dynamite). Zijn regiestijl is nu tot in het perfecte doorgevoerd. Talloze close-ups, wide shots en opvallend gebruik van muziek maken van deze film het ultieme voorbeeld van Leone's westernstijl.
Het verhaal is ondergeschikt gemaakt aan het beeld. Het is dit keer slechts een achtervolging door het wilde Westen waarbij de personages van de ene actiescène naar de andere lopen.
Terwijl de vorige twee delen zich nog afspeelden in een niet nader genoemde periode, is deze film duidelijk geplaatst tegen een historische setting. De Amerikaanse Burgeroorlog is een perfecte achtergrond voor het verhaaltje van hebzucht en verraad. Het is een studie naar het slechte in de mens en de aanwezigheid van een zinloze oorlog geeft de film een extra dimensie.
De muziek van Ennio Morricone is beroemd geworden en het fluitdeuntje is in 2020 nog onverminderd populair. In deze film is de muziek nadrukkelijker aanwezig dan in de vorige delen. De combinatie tussen beeld en muziek neemt hier zelfs opera-achtige proporties aan. De muziek werd geschreven voordat de film opgenomen werd, zodat Leone het perfecte huwelijk tussen beeld en geluid kon verwezenlijken. De scènes worden gedragen door de muziek zoals zangpartijen dat bij een opera doen.
Volgens Leone zelf was de aanwezigheid van Tuco (Eli Wallach) de grootste bijdrage aan de film. Hij zorgt voor een komische noot en geeft tegengas aan de sombere dramatiek en al het geweld, maar is ook het personage dat de meeste diepgang krijgt en de enige die over zijn tragische verleden vertelt. Eastwood en Van Cleef spelen opnieuw de archetypen uit Leone's eerdere westerns. Wallach zet als hyperactieve, druk pratende, diepgelovige, laffe, achterbakse, hebzuchtige en vooral smerige bandiet een humoristisch personage neer dat nog niet eerder in een western voorkwam. Hij is eigenlijk een soort parodie op de slechtheid van de mens.

## Prijzen en nominaties
In 1968 won Il buono, il brutto, il cattivo de tweede prijs bij de Laurel Awards.

## Trivia
- De correcte vertaling van de Italiaanse titel is eigenlijk De goede, de lelijke en de slechte, maar voor de Engelse titel werden de lelijke en de slechte verwisseld.
- Zoals destijds gebruikelijke bij Italiaanse films, werd er op de set geen geluid opgenomen. De film is geheel nagesynchroniseerd. Alleen de drie hoofdrolspelers Clint Eastwood, Lee Van Cleef en Eli Wallach spraken Engels op de set. Alle andere acteurs (met uitzondering van Al Mulock) spraken hun tekst in het Italiaans of Spaans.[3] Mickey Knox heeft zich over de Engelse nasynchronisatie ontfermd.
Bijvoorbeeld:
  - Wanneer Tuco en Blondie/Biondo in het kamp vastzitten, staat buiten een orkest. Een man in een ligstoel moet erop toezien dat het koor doorspeelt, zodat de marteling van Tuco door Wallace niet te horen is. De man in de ligstoel zei oorspronkelijk: Piú forte (harder spelen). Op het Engelse geluidsspoor zegt hij: More feeling.
  - Ook wanneer Tuco zijn broer Pablo Ramirez bezoekt, (Luigi Pistilli) zegt Tuco tegen zijn broer: What about our parents? Pistilli, die alleen Italiaans kende, sprak Italiaans terug. Daarop antwoordde Tuco Engels terug.
- Il Buono, il brutto, il cattivo werd opgenomen in Italië (in Lazio) en in Spanje (o.a. Burgos en Tabernas).
- De soundtrack van Il buono, il brutto, il cattivo, gemaakt door Ennio Morricone, is wereldberoemd en wordt ruim 50 jaar na de release nog gebruikt in andere films en televisieprogramma's.
- Het nummer Ecstacy of Gold is op de cd We all love Ennio Morricone door Metallica gecoverd. De band gebruikt het stuk geregeld als introtape bij hun optredens.